# ريكس سميث (لاعب كرة قاعدة)
ريكس سميث (بالإنجليزية: Rex Smith)‏ هو لاعب كرة قاعدة أمريكي، ولد في 1864 في لويفيل في الولايات المتحدة، وتوفي بنفس المكان في 21 يونيو 1895.

## وصلات خارجية
- ريكس سميث على موقعبيزبول رفرنس.كوم (الدوري الرئيسي) (الإنجليزية)
- ريكس سميث على موقعبيزبول رفرنس.كوم (الدوري الثانوي) (الإنجليزية)